# Resisting Paradise
Resisting Paradise è un film documentario del 2003 diretto da Barbara Hammer e basato sulla vita del pittore francese Henri Matisse.